# Stirlingpriset

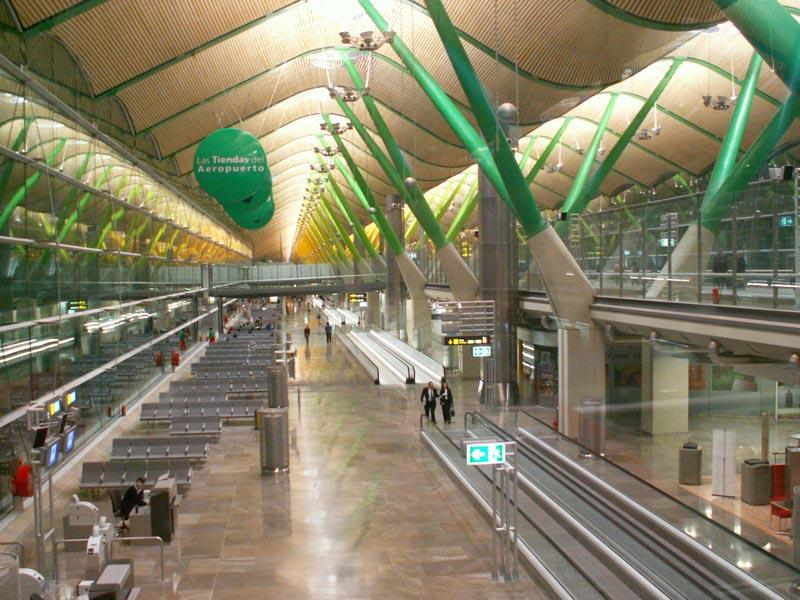
Flygplatsen Barajas, interiör från Terminal 4, ritad av Richard Rogers 2006

Stirlingpriset är ett brittiskt arkitekturpris, som delas ut av Royal Institute of British Architects (RIBA).
Stirlingpriset har sitt namn efter den brittiske arkitekten James Stirling. Det instiftades 1996, men föregicks av priset Building of the Year Award med samma inriktning. Det utdelas årligen till ansvarig(a) arkitekt(er) för den byggnad som anses ha bidragit mest till brittisk arkitektur under föregående år. Pristagaren måste vara medlem av Royal Institute of British Architects och byggnaden ska vara uppförd i ett medlemsland i Europeiska Unionen.
Priset är på 20 000 brittiska pund.
’

## Pristagare
Före 1996 avses pristagare av "Building of the Year Award".
| År   | Vinnare                                                                         | Foto | Vinnande byggnad                                          |
| ---- | ------------------------------------------------------------------------------- | ---- | --------------------------------------------------------- |
| 1987 | Jane Darbyshire                                                                 |      | St Oswald's Hospice, Gosforth, Newcastle-on-Tyne          |
| 1992 | Nev Churcher                                                                    |      | Woodlea Primary School, Bordon, Hampshire                 |
| 1994 | Grimshaw Architects                                                             |      | Waterloo International railway station, London            |
| 1995 | HOK Sport                                                                       |      | Galpharm Stadium, Huddersfield                            |
| 1996 | Hodder                                                                          |      | Centenary Building, University of Salford, Salford        |
| 1997 | James Stirling, Michael Wilford and Associates                                  |      | Music School, Stuttgart                                   |
| 1998 | Foster and Partners                                                             |      | American Air Museum, Imperial War Museum, Duxford         |
| 1999 | Future Systems                                                                  |      | Lord's Media Centre, London                               |
| 2000 | Alsop & Störmer                                                                 |      | Peckham Library, London                                   |
| 2001 | Wilkinson Eyre                                                                  |      | Magna Centre, Rotherham                                   |
| 2002 | Wilkinson Eyre & Gifford                                                        |      | Millenniumbron, Newcastle, Gateshead, Newcastle           |
| 2003 | Herzog & de Meuron                                                              |      | Laban Dance Centre, Deptford, London                      |
| 2004 | Foster and Partners                                                             |      | 30 St Mary Axe, London                                    |
| 2005 | EMBT & RMJM                                                                     |      | Skottlands parlamentsbyggnad, Edinburgh                   |
| 2006 | Richard Rogers Partnership                                                      |      | Flygplatsen Barajas, Terminal 4, Madrid i Spanien         |
| 2007 | David Chipperfield Architects                                                   |      | Literaturmuseum der Moderne, Marbach am Neckar i Tyskland |
| 2008 | Feilden Clegg Bradley Studios & Alison Brooks Architects & Maccreanor Lavington |      | Bostadsområdet Accordia, Cambridge                        |
| 2009 | Rogers Stirk Harbour + Partners                                                 |      | Maggie's Centre, London                                   |
| 2010 | Zaha Hadid                                                                      |      | MAXXI, Rom i Italien                                      |
| 2011 | Zaha Hadid                                                                      |      | Evelyn Grace Academy, London                              |
| 2012 | Stanton Williams                                                                |      | Sainsbury Laboratory Cambridge                            |
| 2013 | Witherford Watson Mann Architects                                               |      | Astley Castle Nuneaton, Warwickshire                      |
| 2014 | Haworth Tompkins                                                                |      | Everyman Theatre Liverpool                                |
| 2015 | Allford Hall Monaghan Morris                                                    |      | Burntwood School Wandsworth, London                       |
| 2016 |                                                                                 |      |                                                           |
| 2017 |                                                                                 |      |                                                           |
| 2018 |                                                                                 |      |                                                           |
| 2019 |                                                                                 |      |                                                           |
| 2020 |                                                                                 |      | Inget pris utdelat                                        |
| 2021 |                                                                                 |      |                                                           |
| 2022 |                                                                                 |      |                                                           |
| 2023 |                                                                                 |      |                                                           |
| 2024 |                                                                                 |      | Elizabeth line, London                                    |